# Élections générales saskatchewanaises de 1978
L'élection générale saskatchewanaise de 1978 se déroule le 18 octobre 1978 afin d'élire les députés de l'Assemblée législative de la Saskatchewan. Il s'agit de la 19e élection générale en Saskatchewan depuis la création de cette province du Canada en 1905.

## Résultats
| Parti                                | Parti                      | Chef        | # de candidats | Sièges | Sièges | Sièges  | Voix    | Voix    | Voix     |
| Parti                                | Parti                      | Chef        | # de candidats | 1975   | Élus   | % Diff. | #       | %       | % Diff.  |
| ------------------------------------ | -------------------------- | ----------- | -------------- | ------ | ------ | ------- | ------- | ------- | -------- |
|                                      | Nouveau Parti démocratique |             | 61             | 39     | 44     | +12,4 % | 228 791 | 48,12 % | +8,05 %  |
|                                      | Progressiste-conservateur  |             | 61             | 7      | 17     | +54,5 % | 181 045 | 38,08 % | +10,46 % |
|                                      | Libéral                    |             | 61             | 15     | -      | -100 %  | 65 498  | 13,78 % | -17,89 % |
|                                      | Indépendant                | Indépendant | 2              | -      | -      | -       | 81      | 0,02 %  | -0,62 %  |
| Total                                | Total                      | Total       | 185            | 61     | 61     | -       | 475 415 | 100 %   |          |
| Source : (en) Elections Saskatchewan |                            |             |                |        |        |         |         |         |          |